# أحمد مستجير
أحمد مستجير مصطفى (1934 - 17 أغسطس 2006) عالم أحياء مصري متخصص في التكنولوجيا الحيوية، وشاعر.

## سيرته
ولد أحمد مستجير في ديسمبر 1934 بقرية الصلاحات بمركز بني عبيد بمحافظة الدقهلية شمال مصر، أهتم مستجير في المرحلة الثانوية بكتب البيولوجيا لأنه أحب مدرسها «خليل أفندي» الذي تخرج في كلية الزراعة، فأحب مستجير أن يلتحق بنفس الكلية.
أفتتن بأستاذه في الكلية «عبد الحليم الطوبجي» أستاذ علم الوراثة، فسلك ذات التخصص، وبلغت ثقة «الطوبجي» في مستجير الطالب أنه لما أحتاج أن يكتب مذكرة للطلاب ولم يكن وقته يسمح بذلك أعطى الطلاب ما كتبه أحمد في المحاضرات.
عين بعد تخرجه باحثا في مركز البحوث ونال درجة الماجستير في علم تربية الدواجن عام 1958 ثم سافر إلى إنجلترا في سبتمبر 1960 ونال درجة الدبلوم في علم وراثة الحيوان عام 1961 ثم درجة الدكتوراه في علم وراثة العشائر عام 1963.
عمل أحمد مستجير مدرسا بكلية الزراعة جامعة القاهرة سنة 1964 م، ثم أستاذا مساعدا عام 1971 م، ثم أستاذا سنة 1974 م، ثم أصبح عميدا للكلية من سنة 1986 م إلى سنة 1995 م، ثم أستاذا متفرغا بها، كما أنه عضو في 12 هيئة وجمعية علمية وثقافية منها: مجمع الخالدين، والجمعية المصرية لعلوم الإنتاج الحيواني، والجمعية المصرية للعلوم الوراثية، واتحاد الكتاب، ولجنة المعجم العربي الزراعي، ومجمع اللغة العربية بالقاهرة.
حصل على العديد من الجوائز منها وسام العلوم والفنون من الطبقة الأولى وجائزتَـيْ الدولة التشجيعية والتقديرية.

## مؤلفاته

### في التحسين الوراثى للحيوان
- مقدمة في علم تربية الحيوان، القاهرة، عام 1966.
- دراسة في الانتخاب الوراثى في ماشية اللبن - دار المعارف، عام 1969.
- التحسين الوراثى لحيوانات المزرعة، القاهرة، عام 1980.
- النواحى التطبيقية في تحسين الحيوان والدواجن ، القاهرة، عام 1986.

### كتب مترجمة في العلوم والفلسفة
- قصة الكم المثيرة، القاهرة، 1969م.
- اللولب المزدوج، (بالاشتراك مع محمود مستجير)، مكتبة الأنجلو المصرية، 1972م.
- التطور الحضاري للإنسان، تأليف جاكوب برونوفسكي،(سبقت ترجمتها في سلسلة عالم المعرفة العدد 39 بقلم موفق شخاشيرو ومراجعة زهير الكرمي تحت عنوان «ارتقاء الإنسان»).
- الربيع الصامت، تأليف: راشيل كارسون، القاهرة، ط1 1974، ط2 1990.
- طبيعة الحياة، تأليف: فرانسيس كريك، الكويت، سلسلة عالم المعرفة، ط1 1988.
- الانقراض الكبير، القاهرة، 1993.
- عقل جديد لعالم جديد، أبو ظبي، 1994م، 2000م.
- الطريق إلى دوللي، تأليف: جينا كولاتا، الألف كتاب الثاني، الهيئة المصرية العامة للكتاب، 1999م.
- طعامنا المهندس وراثيا، تأليف: ستيفن نوتنجهام، مكتبة الأسرة، ط1 2005.
- عصر الجينات والإلكترونيات.
- المشاكل الفلسفية للعلوم النووية.
- صراع العلم والمجتمع.
- صناعة الحياة.
- البذور الكونية.
- هندسة الحياة.
- لغة الجينات.
- الشفرة الوراثية للإنسان.[5]
- الجينات والشعوب واللغات.
- الطريق إلى السوبر مان.
- الوراثة والهندسة الوراثية بالكاريكاتير.

### كتب مؤلفة في الأدب والثقافة العلمية
- في بحور الشعر: الأدلة الرقمية لبحور الشعر العربي، القاهرة، عام 1980.
- هل ترجع أسراب البط (ديوان شعر)، القاهرة، عام 1989.
- في بحور العلم (جزئين)، القاهرة، عام 1996.
- علم اسمه السعادة، القاهرة، عام 2002.

## مؤهلات علمية
- بكالوريوس كلية الزراعة جامعة القاهرة، عام 1954 م.
- ماجستير في تربية الدواجن من كلية الزراعة جامعة القاهرة، عام 1958 م.
- دبلوم وراثة الحيوان من معهد الوراثة من جامعة إدنبرة، عام 1961 م.
- دكتوراه في وراثة العشائر من معهد الوراثة جامعة إدنبرة، عام 1963 م.
- زمالة الأكاديمية العالمية للفنون والعلوم.

## بعض الجوائز التي حصل عليها
- جائزة الدولة التشجيعية للعلوم والزراعة 1974 م.
- وسام العلوم والفنون من الطبقة الأولى 1974 م.
- جائزة أفضل كتاب علمي مترجم 1993 م.
- جائزة الإبداع العلمي 1995 م.
- جائزة أفضل كتاب علمي عام 1996 م.
- جائزة الدولة التقديرية للعلوم الزراعية عام 1996 م.
- وسام العلوم والفنون من الطبقة الأولى 1996 م.
- جائزة أفضل كتاب علمي لعام 1999 م.
- جائزة أفضل عمل ثقافي لعام 2000 م.
- جائزة مبارك في العلوم والتكنولوجيا المتقدمة لعام 2001 م.

## وفاته
توفي في 17 أغسطس 2006 عن عمر يناهز 72 عاماً في أحد المستشفيات في النمسا بعد إصابته بجلطة شديدة في المخ إثر مشاهدته أحداث التدمير والمذابح التي إرتكبتها إسرائيل بحق المدنيين والأطفال في لبنان.